# Communauté de communes Pays d'Opale
La Communauté de communes Pays d’Opale  (CCPO) est une structure intercommunale française, située dans le département du Pas-de-Calais et la région Hauts-de-France. Elle est créée le 23 septembre 2016 avec pour date d’effet le 1er janvier 2017. Son siège est situé dans la commune de Guînes. Elle regroupe 23 communes et totalise 25 186 habitants en 2021. Elle est localisée dans le nord du Pas-de-Calais.

## Historique
Conformément aux dispositions de la loi NOTRe de 2015, qui prévoit l'obligation pour les établissements publics de coopération intercommunale (EPCI) à fiscalité propre de regrouper au moins 15 000 habitants ainsi que de favoriser l'accroissement de la solidarité financière et de la solidarité territoriale des intercommunalités, le schéma départemental de coopération intercommunale (SDCI) approuvé par le préfet du Pas-de-Calais le 30 mars 2016 a notamment prévu la « fusion de la communauté de communes du Sud-Ouest du Calais (9 communes — 7 747 habitants) et de la communauté de communes des Trois Pays (23 communes — 24 932 habitants) à l'exclusion des communes de Les Attaques, Fréthun, Hames-Boucres et Nielles-lès-Calais (4 communes — 4 905 habitants). La nouvelle communauté de communes comptera 28 communes et 27 774 habitants », après que la commission départementale de coopération intercommunale (CDCI) a rejeté plusieurs contre-propositions tendant à la fusion de la partie la plus urbaine de la CC Sud Ouest du Calaisis à la communauté d'agglomération du Calaisis, les autres communes de la CC Sud Ouest du Calaisis étant rattachées à la communauté de communes des Trois pays, ou la fusion globale de la CC Sud Ouest du Calaisis et de la communauté d'agglomération du Calaisis.
Après consultation des conseils municipaux et communautaires concernés, est validée la fusion de la communauté de communes des Trois Pays et de la petite communauté de communes du sud-ouest du Calaisis (à l’exception des communes de Fréthun, Hames-Boucres, Les Attaques et Nielles-lès-Calais).
Un premier arrêté préfectoral est pris le 23 septembre 2016 fixe le périmètre de la communauté de communes, en attendant les éléments constitutifs de la nouvelle communauté de communes.
L'arrêté complémentaire pris le 21 décembre 2016 fixe le nom, le siège et la composition du conseil.
Ces arrêtés ont pris effet le 1er janvier 2017. Cette fusion des intercommunalités s'accompagne de la dissolution du SMIRTOM du Calaisis, chargé de la collecte et de la valorisation des ordures ménagères, dont le personnel intègre la CCPO.
Toutefois, Escalles quitte le 1er avril 2017 la CCPO pour rejoindre la communauté d'agglomération Grand Calais Terres et Mers,.
En novembre 2018, le tribunal administratif de Lille, estimant que le préfet s'était illégalement estimé lié par les délibérations d'une majorité qualifiée des conseils municipaux des communes concernées par la fusion des intercommunalités, annule les arrêtés du préfet du Pas-de-Calais portant création de la communauté de communes Pays d’Opale et extension du périmètre de la communauté d’agglomération Grand Calais Terres et Mers à compter du 1er décembre 2019, le temps de permettre de tirer les conclusions institutionnelles de ces annulations,. Afin de tirer les conclusions de ce jugement, la CDCI du Pas-de-Calais réunie le 25 novembre 2019 a approuvé la « fusion entre la CAC et l’ex-communauté de communes du Sud-Ouest du Calaisis (CCSOC) ».
Par ailleurs, les communes de Peuplingues et de Pihen-lès-Guînes ont demandé au printemps 2019 leur rattachement à la communauté d'agglomération Grand Calais Terres et Mers, entraînant nécessairement celles de Bonningues-lès-Calais et de Saint-Tricat, qui ne seraient plus contigues aux autres communes de la CCPO. Le changement d'intercommunalité pour ces 4 communes est effectif au 1er décembre 2019.
Le Préfet a donc acté ces évolutions par un arrêté préfectoral du 25 novembre 1919 qui a pris effet le 1er décembre 2019 — date ou le jugement du Tribunal administratif de Lille a pris effet — décidant la fusion de la Communauté d'agglomération du Calaisis et de la Communauté de communes du Sud-Ouest de Calais, et créant en conséquence une nouvelle structure intercommunale dénommée Communauté d'agglomération Grand Calais Terre et Mers regroupant 14 communes,,.

## Territoire communautaire

### Géographie

#### Localisation
L'intercommunalité se trouve dans le parc naturel régional des Caps et Marais d'Opale. La CCPO constitue un  territoire rural allant de Guînes à Bainghen du Nord au Sud et de Caffiers à Louches d’Est en Ouest.

### Composition
En 2022, la communauté de communes est composée des 23 communes suivantes :

| Nom                   | Code Insee | Gentilé         | Superficie (km2) | Population (dernière pop. légale) | Densité (hab./km2) |
| --------------------- | ---------- | --------------- | ---------------- | --------------------------------- | ------------------ |
| Guînes (siège)        | 62397      | Guînois         | 26,42            | 5 508 (2022)                      | 208                |
| Alembon               | 62020      | Alembonnais     | 8,97             | 626 (2022)                        | 70                 |
| Andres                | 62031      | Andresiens      | 7,15             | 1 534 (2022)                      | 215                |
| Ardres                | 62038      | Ardrésiens      | 13,52            | 4 393 (2022)                      | 325                |
| Autingues             | 62059      | Autinguois      | 2,97             | 291 (2022)                        | 98                 |
| Bainghen              | 62076      | Bainghenois     | 6,69             | 214 (2022)                        | 32                 |
| Balinghem             | 62078      | Balinghemois    | 5,79             | 1 225 (2022)                      | 212                |
| Bouquehault           | 62161      | Bouquehaultiers | 8,04             | 794 (2022)                        | 99                 |
| Boursin               | 62167      | Boursinois      | 7,58             | 242 (2022)                        | 32                 |
| Brêmes                | 62174      | Brêmois         | 7,25             | 1 311 (2022)                      | 181                |
| Caffiers              | 62191      | Caffiérois      | 4,77             | 726 (2022)                        | 152                |
| Campagne-lès-Guines   | 62203      | Campagnards     | 5,72             | 414 (2022)                        | 72                 |
| Fiennes               | 62334      | Fiennois        | 11,64            | 849 (2022)                        | 73                 |
| Hardinghen            | 62412      | Hardinghinois   | 8,24             | 1 245 (2022)                      | 151                |
| Herbinghen            | 62432      | Herbinghinois   | 4,31             | 423 (2022)                        | 98                 |
| Hermelinghen          | 62439      | Hermelinghenois | 6,43             | 406 (2022)                        | 63                 |
| Hocquinghen           | 62455      | Hocquinghenois  | 1,94             | 116 (2022)                        | 60                 |
| Landrethun-lès-Ardres | 62488      | Landrethunois   | 5,71             | 792 (2022)                        | 139                |
| Licques               | 62506      | Licquois        | 18,36            | 1 657 (2022)                      | 90                 |
| Louches               | 62531      | Louchois        | 12,83            | 948 (2022)                        | 74                 |
| Nielles-lès-Ardres    | 62614      | Niellois        | 4,48             | 586 (2022)                        | 131                |
| Rodelinghem           | 62716      | Rodelinghemois  | 4,35             | 555 (2022)                        | 128                |
| Sanghen               | 62775      | Sanghinois      | 6,17             | 327 (2022)                        | 53                 |

### Démographie
| 1968   | 1975   | 1982   | 1990   | 1999   | 2006   | 2011   | 2016   | 2022   |
| ------ | ------ | ------ | ------ | ------ | ------ | ------ | ------ | ------ |
| 18 036 | 18 007 | 19 288 | 20 939 | 21 925 | 23 120 | 24 724 | 25 229 | 25 182 |

### Logement
En 2022, le nombre total de logements dans la communauté de communes était de 11 013, alors qu'il était de 10 590 en 2016 et de 10 014 en 2011
, soit une progression du nombre total de logements de 10,0 % depuis 2011.
Parmi ces 11 013 logements, 90,3 % étaient des résidences principales, (soit 9 944 logements), 3,6 % des résidences secondaires et 6,1 % des logements vacants. Ces logements étaient pour 93,5 % d'entre eux des maisons individuelles et pour 5,0 % des appartements.
Sur les 9 944 résidences principales, 72,9 % sont occupées par des propriétaires, 25,2 % par des locataires et 1,9 % par des personnes logées gratuitement.
Le tableau ci-dessous présente la typologie des logements dans la communauté de communes en 2022 en comparaison avec celle du Pas-de-Calais et de la France entière. Une caractéristique marquante du parc de logements est ainsi la faible proportion des résidences secondaires et logements occasionnels (3,6 %) par rapport au département (6,6 %) et à la France entière (9,7 %) ainsi que d'une proportion de logements vacants (6,1 %) inférieure à celle du département (7,2 %) et de la France entière (8 %).
| Typologie                                               | Communauté de communes | Pas-de-Calais | France entière |
| ------------------------------------------------------- | ---------------------- | ------------- | -------------- |
| Résidences principales (en %)                           | 90,3                   | 86,2          | 82,3           |
| Résidences secondaires et logements occasionnels (en %) | 3,6                    | 6,6           | 9,7            |
| Logements vacants (en %)                                | 6,1                    | 7,2           | 8              |

Le tableau ci-dessous présente le type de combustible principal utilisé dans les résidences principales ainsi que l'évolution des différents types de combustible entre 2011 et 2022.
| Type de combustible principal du logement | Communauté de communes | Communauté de communes | Communauté de communes | Pas-de-Calais 2022 |
| Type de combustible principal du logement | 2011                   | 2022                   | △                      | Pas-de-Calais 2022 |
| ----------------------------------------- | ---------------------- | ---------------------- | ---------------------- | ------------------ |
| Gaz de ville - réseau de chaleur          | 23,6 %                 | 22,9 %                 | -0,7                   | 51,7 %             |
| Fioul (mazout)                            | 18,7 %                 | 11,9 %                 | -6,8                   | 7,4 %              |
| Électricité                               | 26,1 %                 | 28,0 %                 | 1,9                    | 24,4 %             |
| Gaz en bouteilles ou en citerne           | 3,4 %                  | 2,0 %                  | -1,4                   | 1,0 %              |
| Autres (bois, solaire, géothermie, etc.)  | 28,1 %                 | 35,2 %                 | 7,1                    | 15,5 %             |

### Économie

#### Revenus de la population et fiscalité
En 2021, la communauté de communes compte 9 789 ménages fiscaux, regroupant 24 709 personnes.
En 2021, le revenu fiscal médian par ménage, le taux de pauvreté des ménages et la part des ménages fiscaux imposés de la communauté de communes, du département du Pas-de-Calais et de la métropole sont les suivants :
- le revenu fiscal médian par ménage de la communauté de communes est de 21 260 €, supérieur à celui du département du Pas-de-Calais (20 720 €) et inférieur à celui de la France métropolitaine (23 080 €)[Insee 8],[Insee 9],[Insee 10] ;
- le taux de pauvreté des ménages de la communauté de communes est de 15,1 %, inférieur à celui du département du Pas-de-Calais (18,4 %) et supérieur à celui de la métropole (14,9 %)[Insee 11],[Insee 12],[Insee 13] ;
- la part des ménages fiscaux imposés dans la communauté de communes est de 45,7 %, supérieure à celle du département du Pas-de-Calais (44,1 %) et inférieure à celle de la métropole (53,4 %)[Insee 8],[Insee 9],[Insee 10].

#### Emploi
|                       | 2011   | 2016   | 2022   |
| --------------------- | ------ | ------ | ------ |
| CC Pays d'Opale       | 14,7 % | 15,0 % | 11,5 % |
| Département           | 11,3 % | 13,7 % | 11,2 % |
| France métropolitaine | 11,6 % | 13,7 % | 11,7 % |

En 2022, la population âgée de 15 à 64 ans s'élève à 15 563 personnes, parmi lesquelles on compte 73,7 % d'actifs (65,2 % ayant un emploi et 8,5 % de chômeurs) et 26,3 % d'inactifs,. En 2022, le taux de chômage (au sens du recensement) des 15-64 ans est supérieur à celui du département et inférieur à celui de la France métropolitaine.
La communauté de communes compte 5 049 emplois en 2022, contre 4 964 en 2016 et 4 890 en 2011. Le nombre d'actifs ayant un emploi résidant dans la communauté de communes est de 10 256, soit un indicateur de concentration d'emploi de 49,2 et un taux d'activité parmi les 15 ans ou plus de 57,1 %.
Sur ces 10 256 actifs de 15 ans ou plus ayant un emploi, 8 539 travaillent dans la communauté de communes, soit 83 % des habitants. Pour se rendre au travail, 88,3 % des habitants de la communauté de communes utilisent une voiture, un camion ou une fourgonnette, 2,0 % les transports en commun, 5 % s'y rendent en deux-roues motorisé, à vélo ou à pied et 4,7 % n'ont pas besoin de transport (travail au domicile).

#### Entreprises et commerces

##### Activités hors agriculture
En 2022, 1 289 établissements marchands non agricoles sont économiquement actifsdans la  communauté de communes,,.
| Secteur d'activité                                                                                        | CC Pays d'Opale | CC Pays d'Opale | Département |
| Secteur d'activité                                                                                        | Nombre          | %               | %           |
| --- | --------------- | --------------- | ----------- |
| Ensemble                                                                                                  | 1 289           | 100 %           | (100 %)     |
| Industrie manufacturière, industries extractives et autres                                                | 107             | 8,3 %           | (5,3 %)     |
| Construction                                                                                              | 162             | 12,6 %          | (11,7 %)    |
| Commerce de gros et de détail, transports, hébergement et restauration                                    | 354             | 27,5 %          | (22,5 %)    |
| Information et communication                                                                              | 18              | 1,4 %           | (3,6 %)     |
| Activités financières et d'assurance                                                                      | 44              | 3,4 %           | (5,3 %)     |
| Activités immobilières                                                                                    | 43              | 3,3 %           | (5,7 %)     |
| Activités spécialisées, scientifiques et techniques et activités de services administratifs et de soutien | 162             | 12,6 %          | (20,2 %)    |
| Administration publique, enseignement, santé humaine et action sociale                                    | 238             | 18,5 %          | (15,8 %)    |
| Autres activités de services                                                                              | 161             | 12,5 %          | (9,9 %)     |

Le secteur du commerce de gros et de détail, transports, hébergement et restauration est prépondérant dans la communauté de communes puisqu'il représente 27,5 % du nombre total d'établissements de la commune (354 sur les 1289 entreprises implantées dans la communauté de communes), contre 22,5 % au niveau départemental, à l'inverse, le secteur des activités spécialisées, scientifiques et techniques et activités de services administratifs et de soutien avec 12,6 % du nombre total d'établissements est inférieur à celui du département (20,2 %).

#### Tourisme

##### Hôtellerie, camping et autres hébergements collectifs
Au 1er janvier 2025, la communauté de communes Pays d'Opale dispose d'un hôtel pour une capacité de sept chambres, de douze campings totalisant 901 emplacements et d'aucun autre type d'hébergement collectif,.

## Organisation

### Siège
Le siège de l'intercommunalité est à Guînes, 9 avenue de la Libération.

### Élus
La communauté de communes est administrée par son conseil communautaire, composé de 48 conseillers municipaux représentant chacune des communes membres et répartis en fonction de leur population.
Au terme des élections municipales de 2020 dans le Pas-de-Calais, le conseil communautaire renouvelé a élu son nouveau président, Ludovic Loquet, maire d'Ardres, ainsi que ses 11 vice-présidents, qui sont : 
1. Éric Buy, maire de Guînes, chargé de l'aménagement du territoire et de la culture ;
2. Brigitte Havart, maire de Licques, chargée du développement et des forces économiques ;
3. Nathalie Telliez, maire d'Hardinghen, chargée des solidarités, services de proximité, famille, petite enfance ;
4. Jean-Claude Vandenbergue, maire de Balinghem, chargé du service public de contrôle de l'assainissement non collectif et de l'agriculture ;
5. Laurence Charpentier, première maire-adjointe de Guînes, chargée des mobilités, de la jeunesse, de l'emploi, de l'économie sociale et solidaire ;
6. M. Claude Kidad, maire de Boursin, chargé de l'attractivité touristique du territoire, de l'élimination et la valorisation des déchets ;
7. Thierry Guilbert, maire d'Alembon, chargé des ressources financières ;
8. Gilles Cottrez, premier maire-adjoint d'Ardres, chargé de la communication, de l'organisation institutionnelle et des affaires générales ;
9. Bruno Demilly, maire de Campagne-les-Guînes, chargé de l'environnement, de la lutte contre les inondations, les nuisibles et de l'hydraulique du territoire ;
10. Thierry Poussière, maire de Brêmes-les-Ardres, chargé de l'urbanisme, de l'habitat et de la sûreté ;
11. Mathilde Vanhaecke, élue d'Andres, chargée de l'animation du territoire, des maisons France Services et de leurs partenaires

### Liste des présidents
| Période        | Période                    | Identité       | Étiquette | Qualité                                                                         |
| -------------- | -------------------------- | -------------- | --------- | ------------------------------------------------------------------------------- |
| 9 janvier 2017 | juin 2020                  | Marc Médine    | DVG       | Maire de Guînes (2007 → 2019) Président de l'ex-CC des Trois Pays (2013 → 2016) |
| juin 2020,     | En cours (au 7 avril 2022) | Ludovic Loquet | LREM      | Maire d'Ardres (2008 → ) Conseiller départemental de Calais-2 (2015 → )         |

### Compétences
La communauté exerce les compétences qui lui ont été transférées par les communes membres dans les conditions déterminées par le code général des collectivités territoriales. Il s'agit de :
- Aménagement de l’espace, habitat, cadre de vie
- Développement économique
- Développement touristique
- Services à la population& Action Sociale
- Protection et mise en valeur de l’environnement
- Culture & Communication

### Organismes de rattachement
Le schéma de cohérence territoriale du pays du Calaisis intègre trois intercommunalités : 
- la communauté d'agglomération Grand Calais Terres et Mers ;
- la communauté de communes de la Région d'Audruicq ;
- la communauté de communes Pays d'Opale.

La CCPO a transféré sa compétence relative aux déchets ménagers au SEVADEC (Syndicat d’élimination et la valorisation des déchets du Calaisis), dont elle est membre.

### Régime fiscal et budget
La communauté de communes est un établissement public de coopération intercommunale à fiscalité propre.
Afin de financer l'exercice de ses compétences, l'intercommunalité perçoit la fiscalité professionnelle unique (FPU) – qui a succédé à la taxe professionnelle unique (TPU) – et assure une péréquation de ressources entre les communes résidentielles et celles dotées de zones d'activité.
Elle ne reverse pas de dotation de solidarité communautaire (DSC) à ses communes membres.

### Effectifs
Au 1er janvier 2017, la communauté employait pour la mise en œuvre de ses compétences 104 agents issus des anciennes intercommunalités, plus 9 agents du Centre intercommunal d’action sociale

## Projets et réalisations
Conformément aux dispositions légales, une communauté de communes a pour objet d'associer des « communes au sein d'un espace de solidarité, en vue de l'élaboration d'un projet commun de développement et d'aménagement de l'espace ».
L'espace multiservices communautaire
L’espace  multiservices communautaire situé à l'ancienne minoterie Boutoille à Guînes a été créé pour rassembler sur un site unique différents services communautaires à la population (urbanisme, maison de services au public, centre intercommunal d'action sociale...) et optimiser le fonctionnement des services.
Environnement
La CCPO et la communauté de communes de la Région d'Audruicq ont engagé en mars 2019 l’élaboration d’un plan climat-air-énergie territorial
(PCAET) qui devrait aboutir en 2020.